# Home Nations Championship 1900
Home Nations Championship 1900 – osiemnasta edycja Home Nations Championship, mistrzostw Wysp Brytyjskich w rugby union, rozegrana pomiędzy 6 stycznia a 17 marca 1900 roku. W turnieju zwyciężyła Walia, która pokonała wszystkich rywali i tym samym zdobyła Triple Crown.
Zgodnie z ówczesnymi zasadami punktowania przyłożenie i karny były warte trzy punkty, podwyższenie dwa, natomiast pozostałe kopy cztery punkty.

## Mecze
| 6 stycznia 1900 | Anglia          | 3:13(0:5) | Walia                                         | Kingsholm Stadium, Gloucester Widzów: 15 000 Sędzia: A. Turnbull |
| 6 stycznia 1900 | Nicholson 3 (P) | 3:13(0:5) | Hellings 3 (P) Trew 3 (P) Bancroft 7 (2pd, K) | Kingsholm Stadium, Gloucester Widzów: 15 000 Sędzia: A. Turnbull |

| 27 stycznia 1900 | Walia                                          | 12:3(6:3) | Szkocja      | St. Helen's Ground, Swansea Widzów: 40 000 Sędzia: A. Hartley |
| 27 stycznia 1900 | Llewellyn 6 (2P) Nicholls 3 (P) Williams 3 (P) | 12:3(6:3) | Dykes 6 (2P) | St. Helen's Ground, Swansea Widzów: 40 000 Sędzia: A. Hartley |

| 3 lutego 1900 | Anglia                                                  | 15:4(7:4) | Irlandia       | Athletic Ground, Richmond Widzów: 10 000 Sędzia: Graham Findlay |
| 3 lutego 1900 | Gordon-Smith 7 (P, dg) Robinson 6 (2P) Alexander 2 (pd) | 15:4(7:4) | Allison 4 (dg) | Athletic Ground, Richmond Widzów: 10 000 Sędzia: Graham Findlay |

| 24 lutego 1900 | Irlandia | 0:0 | Szkocja | Lansdowne Road, Dublin Sędzia: D. Badger |
| 24 lutego 1900 |          | 0:0 |         | Lansdowne Road, Dublin Sędzia: D. Badger |

| 10 marca 1900 | Szkocja | 0:0 | Anglia | Inverleith, Edynburg Widzów: 20 000 Sędzia: Michael Delaney |
| 10 marca 1900 |         | 0:0 |        | Inverleith, Edynburg Widzów: 20 000 Sędzia: Michael Delaney |

| 17 marca 1900 | Irlandia     | 0:3 | Walia | Balmoral Showgrounds, Belfast Sędzia: A. Turnbull |
| 17 marca 1900 | Davies 3 (P) | 0:3 |       | Balmoral Showgrounds, Belfast Sędzia: A. Turnbull |

## Inne nagrody
- Triple Crown –  Walia (po pokonaniu wszystkich rywali)
- Drewniana łyżka –  Irlandia (za zajęcie ostatniego miejsca w turnieju)